# Paul Sturrock
Paul Whitehead Sturrock (ur. 10 października 1956 w Ellon) – były szkocki piłkarz występujący na pozycji napastnika. Pracujący jako trener.

## Kariera klubowa
Sturrock zawodową karierę rozpoczynał w 1974 roku w klubie Dundee United ze Scottish First Division. W 1980 roku oraz w 1981 roku wygrał z zespołem rozgrywki Pucharu Ligi Szkockiej. W 1983 roku zdobył z nim mistrzostwo Szkocji. W 1987 roku dotarł z klubem do finału Pucharu UEFA, ale Dundee uległo tam w dwumeczu drużynie IFK Göteborg. W 1989 roku Sturrock zakończył karierę. W barwach Dundee w ciągu 15 lat rozegrał w sumie 385 spotkań i zdobył 109 bramek.

## Kariera reprezentacyjna
W reprezentacji Szkocji Sturrock zadebiutował 16 maja 1981 roku w przegranym 0:2 meczu British Home Championship z Walią. W 1982 roku został powołany do kadry narodowej na Mistrzostwa Świata. Nie zagrał jednak na nich w żadnym meczu. Z tamtego turnieju Szkocja odpadła po fazie grupowej.
W 1986 roku Sturrock ponownie znalazł się w kadrze na Mistrzostwa Świata. Wystąpił tam w meczach z Danią (0:1) oraz Urugwajem (0:0). Tamten mundial Szkocja ponownie zakończyła na fazie grupowej. W latach 1981–1987 w drużynie narodowej Sturrock rozegrał w sumie 20 spotkań i zdobył 3 bramki.